# Dudinka

Dudinka (ryska: Дуди́нка) är en stad i Krasnojarsk kraj, vid Jenisejflodens nedre lopp på Tajmyrhalvön. Orten grundades år 1667 och blev stad 1951. Folkmängden uppgår till cirka 22 000 invånare. Kommunen administrerar, utöver centralorten, ett vidsträckt område i det mycket glest befolkade norra delarna av krajet och som täcker en areal på över 220 000 km².

## Bildgalleri

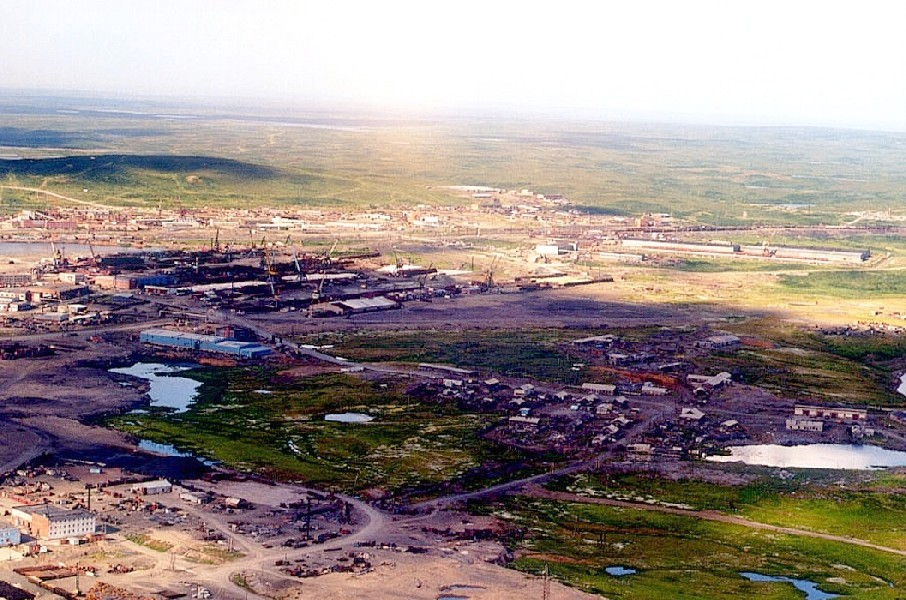
Dudinkas hamn område och omgivande tundra, 2000.
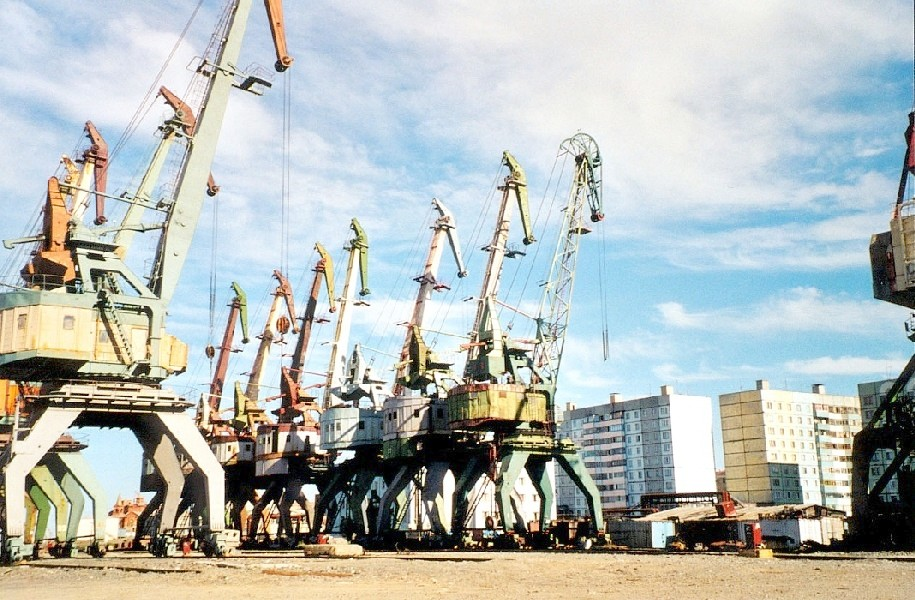
Hamn, 2000.
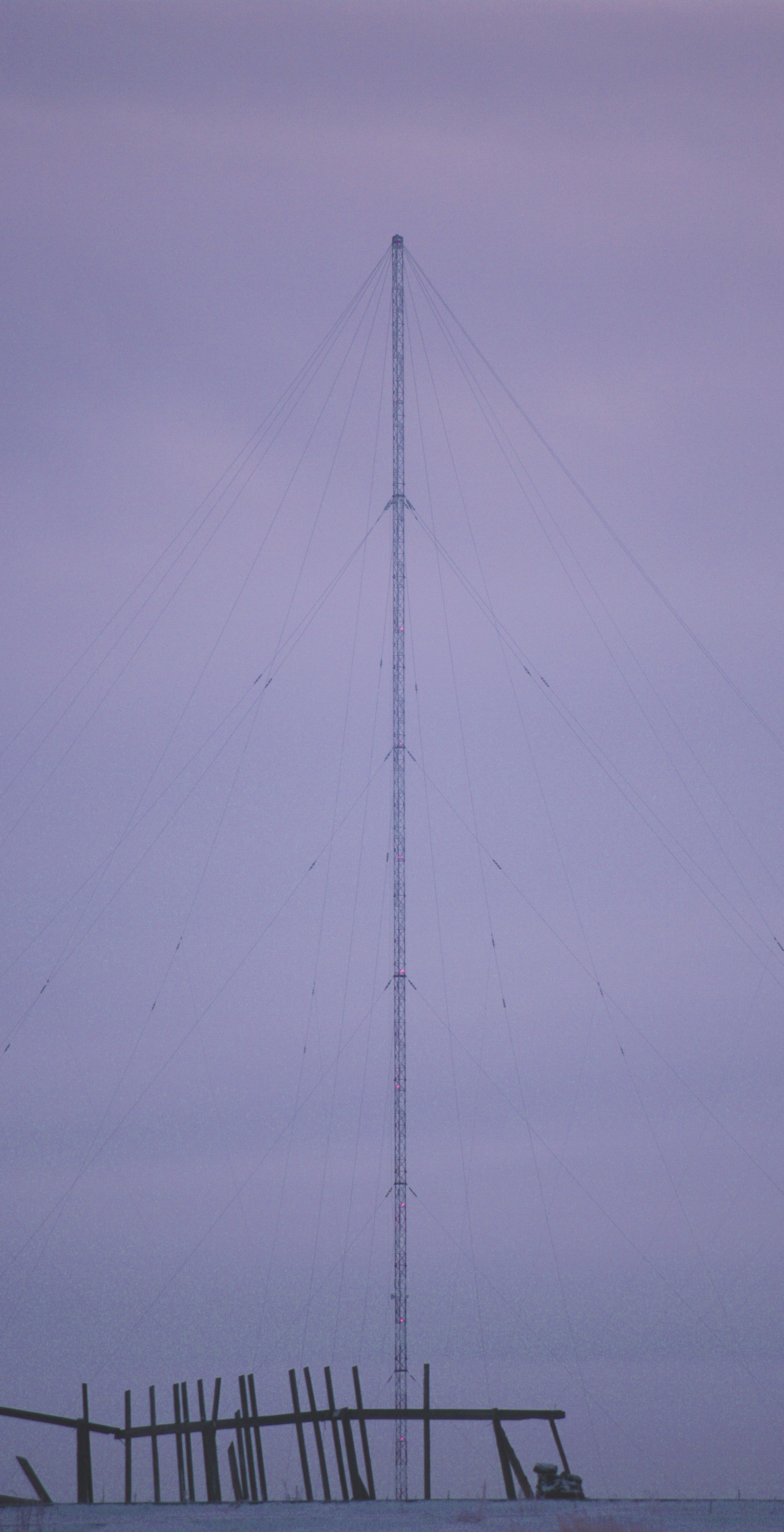
TV-mast, 2008.